# 王长浩
王长浩（2002年8月1日—），天津人，中国男子游泳运动员，主攻蝶泳，2023年世界游泳锦标赛男子4×100米混合泳接力银牌得主。他也曾在2023年全国春季游泳锦标赛上打破男子50米和100米蝶泳的全国纪录。在2024年夏季奥林匹克运动会上，他作为中国队预赛成员夺得了男子4×100米混合泳接力金牌，为中国队赢得了该项目的首枚奖牌，并终结了美国队自1960年以来的连胜纪录。